# アレクサンドル・ミトリツァ
アレクサンドル・ヨヌツ・ミトリツァ（ルーマニア語: Alexandru Ionuț Mitriță、ルーマニア語発音: [alekˈsandru joˈnut͡s miˈtrit͡sə]、1995年2月28日 - ）は、ルーマニアのサッカー選手。ルーマニア代表。ポジションはFWまたはMF。

## 経歴

### ヴィトルル・コンスタンツァ以前
CSトゥルヌ・セヴェリンで2011年に選手となった。2013年にFCヴィトルル・コンスタンツァに移籍。同年9月、18歳の彼はUEFAユースリーグに出場するためにFCステアウア・ブカレストに期限付き移籍。ステアウア・ブカレストのトップチームではクパ・ロムニエイで1試合に出場したのみで、ヴィトルル・コンスタンツァに戻った。
復帰後初戦となったのは2014年2月23日の試合であった。リーガ1では同年5月21日に初得点を記録した。

### ペスカーラ
2015年7月、セリエBのデルフィーノ・ペスカーラ1936に完全移籍、移籍金は明らかにされなかったものの推定100万ユーロとされている。セリエBでは19試合1得点で、セリエA昇格に貢献した。
セリエAでは2017年5月22日に初得点を記録した。

### ウニヴェルシタテア・クラヨーヴァ
2017年7月21日にCSウニヴェルシタテア・クラヨーヴァは期限付き移籍で彼の加入を発表。6日後のUEFAヨーロッパリーグ 2017-18 予選のACミラン戦で移籍後初出場。移籍後初得点は8月6日であった。同月20日には古巣のヴィトルル・コンスタンツァから2得点を奪い2-0の勝利に貢献するなど、早速得点を重ねた。
12月16日には直截フリーキックを決めて前年王者のCFRクルジュに2-1の勝利を手にした。この数日前にはイタリア、ルーマニア双方のメディアからウニヴェルシタテア・クラヨーヴァに完全移籍するとの報道が為されていた中での得点であった。完全移籍は2018年1月17日に行われ、移籍金は73万ユーロ、更にペスカーラはその次の移籍金の15%を手にする条件となった。
2018年は3月10日に初得点。4月14日には初めてのハットトリック達成。クパ・ロマニエイの決勝でも得点をあげて勝利、マン・オブ・ザ・マッチにも選出される活躍を見せた。2017-18シーズンは38試合16得点と活躍し、プレーオフではベストイレブンにも選出された。
2018年7月にはウニヴェルシタテア・クラヨーヴァで主将に就任。スーペルクパ・ロムニエイではフル出場したものの敗北した。10月末のレギュラーシーズン折り返し地点では、9得点をあげてアルレム・グノエレと得点王のポジションを分け合う形となった。11月9日の試合ではダイブによって2枚目のイエローカードを受け退場、審判に対しても暴言を吐いたものの、出場停止は1試合のみで済んだ。その一方で同月末にはルーマニア年間最優秀サッカー選手賞にノミネートされた。12月19日の年内最終戦でも2得点をあげた。

### ニューヨーク・シティ
メジャーリーグサッカーのニューヨーク・シティFCに獲得の噂が立っていた彼は、2019年2月3日に噂通り移籍した。翌日、特別指定選手制度を利用しての加入が発表された。ウニヴェルシタテア・クラヨーヴァのゼネラル・マネージャー、マルセル・ポペスクは移籍金が910万米ドルである事を明かし、ルーマニアサッカー史上3位の移籍金となった事がわかった。
2月8日の親善試合、アブダビで行われたAIKソルナ戦で移籍後初出場となり、この試合で自らの誕生日を祝う得点を決めた。3月2日のメジャーリーグサッカー開幕節では、主将のアレクサンデル・リングの得点をアシストし、2-2の引分に持ち込む活躍を早速見せた。移籍後初得点は同月17日であった。9月25日には移籍後初のハットトリックを記録した。

## 代表歴
2018年3月に行われたイスラエル代表、スウェーデン代表との親善試合で代表初招集。コスミン・コントラ監督を唸らせ続けるパフォーマンスを見せたため、24日のイスラエル代表戦で代表初出場、ジョルジェ・ツクデアンの得点をアシストし2-1の勝利に貢献した。代表初得点は2019年10月12日に行われたUEFA EURO 2020予選・グループFのフェロー諸島代表戦であった。

## プレースタイル
攻撃的ミッドフィールダーとウィンガー、両方をこなす事が出来るプレーヤーである。ドリブルに卓越している他、スピードもあり、1対1の状況で抜き去る事が得意である。

## 私生活
叔父のドゥミトル・ミトリツァもルーマニア代表のサッカー選手。
憧れの選手はリオネル・メッシである。
2018年10月には亡くなる寸前のイリエ・バラチに受けたアドバイスの一部をタトゥーとして首の後ろに刻んだ。